# V-Varen Nagasaki
Il V-Varen Nagasaki (V・ファーレン長崎?) è una società calcistica giapponese di Nagasaki, formatasi nel 2005 dalla fusione di 2 club, l'Ariake Football Club (fondato nel 1985) e il Kunimi Football Club. Dalla stagione 2019 milita nella J2 League, la seconda serie del campionato giapponese di calcio.
Il nome del club ha un duplice significato: la "V" sta per "vittoria", mentre "Varen" proviene dalla lingua olandese e significa "navigare"; tale scelta è dovuta al fatto che Nagasaki fu un porto riservato ai commercianti olandesi durante il periodo Sakoku.

## Storia
Nei primi anni di vita il club ha militato nel campionato regionale di Kyūshū, per poi conquistare la promozione in Japan Football League nel novembre del 2008, grazie al 2º posto nell'All Japan Regional Football Promotion League Series.
Nel gennaio 2009 il club richiese l'adesione alla J. League come membro associato, poi accettata il mese successivo. Nel 2012, vincendo il titolo in Japan Football League, fu promosso in J. League Division 2.
Durante la preparazione per la prima stagione del club nella serie cadetta del calcio giapponese, fu ingaggiato come allenatore Takuya Takagi. Il 3 marzo 2013 il V-Varen Nagasaki ha disputato la sua prima partita in J. League Division 2, in trasferta contro il Fagiano Okayama, pareggiando per 1-1. L'esordio in casa è avvenuto il 10 marzo 2013 contro il Gamba Osaka, perdendo per 3–1.
L'11 novembre 2017 il V-Varen Nagasaki conquistò la storica promozione in J1 League al termine della vittoria casalinga per 3-1 contro il Kamatamare Sanuki. Nella J1 League 2018, però, la squadra si è classificata all'ultimo posto alla fine del campionato, ritornando quindi in seconda serie dopo solo un anno.

## Palmarès

### Competizioni nazionali
- Japan Football League: 1

2012

### Altri piazzamenti
- J2 League:

Terzo posto: 2020

## Organico

### Rosa 2024
Rosa e numerazione aggiornate al 20 agosto 2024.
| N. |                     | Ruolo | Calciatore              |
| -- | ------------------- | ----- | ----------------------- |
| 1  | Giappone (bandiera) | P     | Masaya Tomizawa         |
| 2  | Giappone (bandiera) | D     | Ryūtarō Iio             |
| 3  | Giappone (bandiera) | D     | Jun Okano               |
| 4  | Brasile (bandiera)  | D     | Valdo                   |
| 5  | Giappone (bandiera) | D     | Hayato Tanaka           |
| 6  | Brasile (bandiera)  | C     | Matheus Jesus           |
| 7  | Brasile (bandiera)  | A     | Marcos Guilherme        |
| 8  | Giappone (bandiera) | C     | Asahi Masuyama          |
| 9  | Spagna (bandiera)   | A     | Juanma Delgado          |
| 11 | Brasile (bandiera)  | A     | Edigar Junio            |
| 13 | Giappone (bandiera) | C     | Masaru Katō             |
| 14 | Giappone (bandiera) | C     | Takumi Nagura           |
| 15 | Giappone (bandiera) | D     | Shumpei Naruse          |
| 17 | Giappone (bandiera) | C     | Hiroki Akino (capitano) |
| 19 | Giappone (bandiera) | C     | Takashi Sawada          |
| 20 | Giappone (bandiera) | C     | Keita Nakamura          |
| 21 | Giappone (bandiera) | P     | Tomoya Wakahara         |

| N. |                     | Ruolo | Calciatore          |
| -- | ------------------- | ----- | ------------------- |
| 22 | Giappone (bandiera) | C     | Ren Nishimura       |
| 23 | Giappone (bandiera) | D     | Shun'ya Yoneda      |
| 24 | Giappone (bandiera) | C     | Riku Yamada         |
| 25 | Giappone (bandiera) | D     | Kazuki Kushibiki    |
| 28 | Giappone (bandiera) | A     | Aoto Nanamure       |
| 29 | Giappone (bandiera) | D     | Ikki Arai           |
| 30 | Serbia (bandiera)   | P     | Luka Radotić        |
| 31 | Giappone (bandiera) | P     | Gaku Harada         |
| 32 | Giappone (bandiera) | A     | Serigne Saliou Diop |
| 33 | Giappone (bandiera) | C     | Tsubasa Kasayanagi  |
| 35 | Giappone (bandiera) | C     | Taisei Abe          |
| 36 | Giappone (bandiera) | C     | Shunsuke Aoki       |
| 38 | Giappone (bandiera) | C     | Kaito Matsuzawa     |
| 40 | Giappone (bandiera) | D     | Haruki Shirai       |
| 44 | Giappone (bandiera) | D     | Yoshitaka Aoki      |
| 45 | Giappone (bandiera) | C     | Temmu Matsumoto     |
| 48 | Giappone (bandiera) | D     | Hayato Teruyama     |